# Władysław Eminowicz

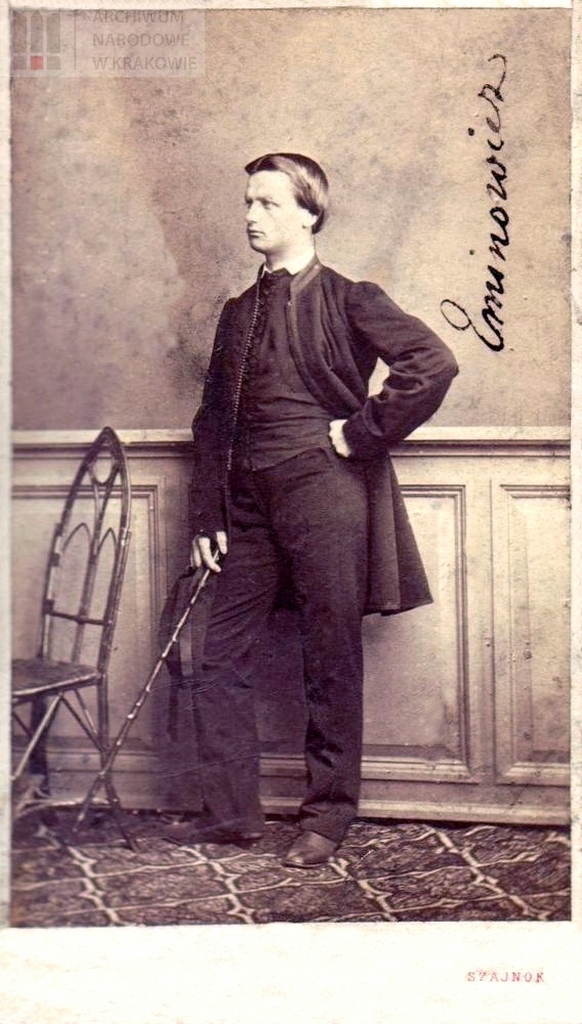
Władysław Eminowicz

Władysław Eminowicz (ur. 1837, zm. 23 marca 1864) – podpułkownik, naczelnik wojenny województwa sandomierskiego od 10 czerwca do 24 września 1863 roku, dowódca w powstaniu styczniowym.
Początkowo walczył w grupie Mariana Langiewicza, po bitwie pod Grochowiskami jako kapitan, i szef sztabu w oddziale płk. Dionizego Czachowskiego. Był głównym reżyserem wiosennej kampanii Czachowskiego. Po bitwie pod Ratajami przebywał w Galicji i powrócił do Królestwa, lecz za porażkę pod Wirem 23 sierpnia 1863 został poddany pod sąd wojenny i niesłusznie zdegradowany. 
Wyjechał do Wiednia, ale już w początkach 1864 powrócił do walki i brał udział w bitwie opatowskiej w oddziale Kality-Rębajły  21 lutego 1864 i został ciężko ranny. Przywrócono mu rozkazem gen. Hauke-Bosaka stopień podpułkownika z 26 lutego 1864, zatwierdzony postanowieniem Rządu Narodowego 25 marca 1864, lecz  23 marca 1864 zmarł od ran. Został pochowany w Kiełczynie.